# Цветков, Михаил Владимирович
Михаи́л Влади́мирович Цветко́в (род. 4 мая 1980, Рязань, СССР) — российский легкоатлет, специализирующийся в прыжке в высоту. Чемпион России в помещении 2003 года, финалист чемпионата мира. Мастер спорта России международного класса.

## Биография
Начинал заниматься лёгкой атлетикой в родной Рязани у Н. Красавиной. Первых успехов добился под руководством Нины Васильевны Илюшиной, к 20 годам выйдя на уровень результатов 2,20 м и регулярно участвуя в финалах чемпионата страны. В 2002 году добился серьёзного прогресса, установив на «Рождественском кубке» в Москве личный рекорд — 2,30 м. А наиболее успешным для Михаила выдался следующий сезон, в котором он завоевал звание зимнего чемпиона страны, покорив планку на высоте 2,28 м. Благодаря этому успеху ему удалось попасть в команду на чемпионат мира в помещении в британском Бирмингеме. Выступление на мировом первенстве оказалось неудачным, Михаил не смог пройти квалификацию. Летом он стал вторым на чемпионате страны и поехал в Париж на чемпионат мира. Во французской столице Цветков вышел в финал, где претендовал на медаль, но с результатом 2,29 м остался на четвёртом месте.
В начале 2004 года на международном матче в шотландском Глазго получил травму голеностопа, которая в последующие годы стала хронической. Восстановление заняло 2 года, после чего Михаил вновь повторил личный рекорд 2,30 м. Однако до конца успешно завершить лечение не удалось, травма постоянно напоминала о себе. До 2010 года Цветков регулярно оказывался около пьедестала на российских стартах, но сделать шаг вперёд не удавалось. К этому времени он уже переехал в Санкт-Петербург и тренировался под руководством Игоря Грузнова. Зимой 2011-го ему снова удался прыжок на 2,30 м, но уже на следующем старте случился рецидив травмы. Этот случай вынудил Михаила принять решение о завершении своей карьеры.
На протяжении следующих 2 лет он работал заместителем директора по спорту в СДЮСШОР №1 Невского района Санкт-Петербурга, затем какое-то время там же занимался тренерской деятельностью. В 2014 году вернулся к тренировочной деятельности, готовясь под руководством жены Анастасии Саленек. Возвращение оказалось неожиданно успешным. 29 мая 2015 года 35-летний Михаил Цветков стал победителем командного чемпионата России с результатом 2,28 м, оставив позади многих титулованных соперников.

## Личная жизнь
Выпускник Рязанского политехнического института.
Женат на мастере спорта в барьерном беге Анастасии Саленек, имеет двоих детей.

## Основные результаты
| Год  | Турнир                       | Место проведения          | Место        | Результат |
| ---- | ---------------------------- | ------------------------- | ------------ | --------- |
| 2000 | Чемпионат России             | Тула, Россия              | 6-е          | 2,20 м    |
| 2001 | Чемпионат России в помещении | Москва, Россия            | 7-е          | 2,20 м    |
| 2003 | Чемпионат России в помещении | Москва, Россия            | 1-е          | 2,28 м    |
| 2003 | Чемпионат мира в помещении   | Бирмингем, Великобритания | 12-е (квал.) | 2,20 м    |
| 2003 | Чемпионат России             | Тула, Россия              | 2-е          | 2,25 м    |
| 2003 | Чемпионат мира               | Париж, Франция            | 4-е          | 2,29 м    |
| 2005 | Чемпионат России             | Тула, Россия              | 6-е          | 2,20 м    |
| 2006 | Чемпионат России в помещении | Москва, Россия            | 5-е          | 2,26 м    |
| 2007 | Чемпионат России             | Тула, Россия              | 5-е          | 2,20 м    |
| 2008 | Чемпионат России             | Казань, Россия            | 8-е          | 2,27 м    |
| 2009 | Чемпионат России в помещении | Москва, Россия            | 8-е          | 2,21 м    |
| 2009 | Чемпионат России             | Чебоксары, Россия         | 6-е          | 2,26 м    |
| 2010 | Чемпионат России в помещении | Москва, Россия            | 6-е          | 2,24 м    |
| 2010 | Чемпионат России             | Саранск, Россия           | 9-е          | 2,15 м    |
| 2015 | Командный чемпионат России   | Сочи, Россия              | 1-е          | 2,28 м    |